# 约翰五世 (拜占庭)

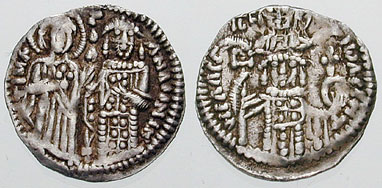
约翰五世·帕里奥洛格斯

约翰五世·巴列奥略（希臘語：Ιωάννης Ε' Παλαιολόγος，1332年6月18日—1391年2月16日）是巴列奧略王朝的拜占庭皇帝（1341年－1376年；1379年－1390年；1390年－1391年，其中1347年－1354年与约翰六世共治）。
约翰五世是安德洛尼卡三世皇帝之子，母亲为萨伏依的安娜（萨伏依伯爵阿梅迪奥五世之女）。安德洛尼卡三世于1341年去世后，9岁的约翰五世成为拜占庭皇帝。由于皇帝年幼，一个由大贵族约翰·坎塔庫澤努斯领导的摄政团负责掌管帝国事务。但是坎塔庫澤努斯受到皇太后和政敌的排挤，于是他在约翰五世即位当年发动叛乱，并于1347年攻陷帝国首都君士坦丁堡。坎塔庫澤努斯迫使贵族们承认他为约翰五世的共治者，从1347年开始实际统治着帝国。但约翰六世·坎塔库泽努斯奉行的亲奥斯曼帝国政策引起其他大贵族的不满，他们在1354年发动政变推翻了他。约翰五世受到这一伙贵族的支持，于1354年11月12日起亲政（按照某些文献，约翰五世亲政是在1355年）。
在他在位期间，帝国的实力几乎全部瓦解。国家分裂成许多大贵族领地，其中最大的土地所有者是坎塔库泽努斯家族，其次是皇室本身。威尼斯人早已取代拜占庭成为地中海上最强大的力量，并且控制了博斯普鲁斯海峡。奥斯曼人在苏莱曼帕夏领导下，持续不断地侵略拜占庭帝国：他们夺取了亚得里亚堡和腓力波利斯，并迫使拜占庭向苏丹纳贡。约翰五世甚至被要求出兵参与奥斯曼帝国的战事。在奥斯曼人占领加里波利并直接威胁君士坦丁堡之后，约翰五世企图向匈牙利国王和教宗求助，从匈牙利回国途中一度被保加利亚的特尔诺沃王国挟持，因被他的表弟萨伏伊伯爵阿梅迪奥六世出兵讨伐才释放了他；于1369年前往意大利。为了博取教宗的支持，约翰五世不顾正教会的强烈反对，表示承认罗马教会的宗主权。由于拖欠大量战争债务，他在回国途中被威尼斯人扣留，1371年才被其子曼努埃尔赎回。
约翰五世于1371年承认奥斯曼帝国苏丹穆拉德一世为宗主。1376年－1379年，他被自己的儿子安德洛尼卡四世推翻，后由于穆拉德一世的干预而重回宝座。1390年4月－9月，约翰五世的孙子（安德洛尼卡四世之子）约翰七世篡夺了皇位，但叛乱很快被曼努埃尔（得到威尼斯帮助）平息。在约翰五世于1391年去世后，曼努埃尔继承了皇位。

## 家庭
约翰五世的妻子是约翰六世·坎塔库泽努斯的女儿海伦娜·坎塔库泽努斯。他们生有下列子女：
- 安德洛尼卡四世
- 曼努埃尔二世
- 米海尔·巴列奥略
- 狄奥多尔一世（英语：Theodore I Palaiologos），摩里亚总督
- 埃琳娜·巴列奧略吉娜

## 资料来源
- 《苏联历史百科全书·人物卷》，1961～1973

| 前任： 安德洛尼卡三世 | 拜占庭帝国皇帝 1341年－1376年 1347年－1354年与约翰六世共治 | 繼任： 安德洛尼卡四世 |
| 前任： 安德洛尼卡四世 | 拜占庭帝国皇帝 1379年－1390年； 1390年－1391年             | 繼任： 约翰七世       |
| 前任： 约翰七世       | 拜占庭帝国皇帝 1379年－1390年； 1390年－1391年             | 繼任： 曼努埃尔二世   |